# Глазунов, Дмитрий Константинович
Дмитрий Константинович Глазунов (10 февраля 1869, Санкт-Петербург — 10 июня 1913, там же) — русский энтомолог и путешественник, действительный член Санкт-Петербургского общества естествоиспытателей. Младший брат Александра Глазунова — русского композитора, дирижёра, музыкально-общественного деятеля, профессора Петербургской консерватории. Отец работал книгоиздателем, мать была пианисткой, брала уроки фортепьянной игры и теории музыки у лучших музыкантов Петербурга. Отец играл на скрипке.

## Биография
Родился 10 февраля 1869 года в Петербурге.
Дмитрий Глазунов окончил Сорбонну со степенью лицентиата естественных наук. В Париже работал в лаборатории профессора А. Жиара.
Обладал также значительными техническими знаниями, с успехом использованными при организации (1899—1904) Мурманской биологической станции (Екатерининская гавань), на которой он также работал в качестве одного из первых сотрудников. Один из основателей в 1901 году журнала «Русское энтомологическое обозрение», с 1950 года носящего название «Энтомологическое обозрение».
Он умер 10 июня 1913 от тифа.

## Таксоны, названные в честь Дмитрия Константиновича Глазунова
В честь Глазунова названы следующие виды жуков, перепончатокрылых и чешуекрылых:
Жесткокрылые
- Buprestidae: Acmaeoderella glasunovi (Semenov, 1895)
- Carabidae: Bembidion glasunovi Mikhailov, 1988 , Calosoma glasunovi Semenov, 1900, Microdaccus glasunovi Emetz, 1979, Harpalus glasunovi Kataev, 1987, Penthophonus glasunovi (Tschitscherine, 1898)
- Staphylinidae: Bledius glasunovi Luze, 1904
- Dytiscidae: Hydroporus glasunovi Zaitzev, 1905
- Buprestidae: Sphenoptera glasunovi Jakovlev, 1903
- Scarabaeidae: Onthophagus glasunovi Koshantschikov, 1894

Перепончатокрылые
- Apidae: Anthophora glasunovi Morawitz, 1894
- Megachilidae: Hoplitis glasunovi (Morawitz, 1894)

Чешуекрылые
- Zygaenidae: Zygaena glasunovi Grum-Grshimailo, 1893
- Lasiocampidae: Phyllodesma glasunovi Grum-Grshimailo, 1895

## Публикации
- Glazunov D. Un  nouvel Orectochilus  de  la  faune de la Russie // Труды Русского энтомологического общества. — 1893. — Т. 27. — С. 442—443.
- Глазунов Д. Новый вид рода Nebria Latr. (Coleoptera, Carabidae) съ южнаго Урала // Русское энтомологическое обозрение. — 1901. — Т. 1, № 1—2. — С. 20—22.
- Глазунов Д.К. Новая альпийская Nebria из Туркестана (Coleoptera, Carabidae) // Русское энтомологическое обозрение. — 1902. — Т. 1, № 2. — С. 106—107.
- Глазунов Д.К. Обзоръ  двуцвѣтныхъ  средне-азіатскихъ  видовъ  рода Nebria Latr. (Coleoptera,  Carabldae) // Труды Русского энтомологического общества. — 1902. — Т. 35. — С. 467—493.
- Glazunov D. Zwei neue turkestanische Derus-(Platysma) Arten aus der Gruppe D. advena Quens. und ihre Verwandten (Coleoptera, Carabidae) // Русское энтомологическое обозрение. — 1909. — Т. 8. — Vol. 4 (2), № 3—4. — С. 263—269.
- Glazunov D. Revision der Mnuphorus-Arten (Coleoptera, Carabidae) // Русское энтомологическое обозрение. — 1913. — Т. 13. — Vol. 4 (2), № 2. — P. 231—242.